# Rasmus Rasmussen (gimnasta)
Rasmus Rasmussen (Viby, Kerteminde, Dinamarca Meridional, 26 de maig de 1899 – Odense, 11 d'abril de 1974) va ser un gimnasta artístic danès que va competir a començaments del segle xx.
El 1920 va prendre part en els Jocs Olímpics d'Anvers, on va guanyar la medalla de plata en el concurs per equips, sistema suec del programa de gimnàstica.